# Poste-frontière de Karni
Pour les articles homonymes, voir Karni.
Pour un article plus général, voir Frontière entre la bande de Gaza et Israël.
Le poste-frontière de Karni (Hébreu : מעבר קרני, arabe : معبر كارني ouمعبر المنطار) est un point de passage aujourd'hui fermé, permettant le transit entre Israël et la Bande de Gaza (zone contrôlée par le Hamas depuis juin 2007).

## Présentation
C'est un terminal-conteneur situé à l'est de la ville de Gaza, près de la zone industrielle de Karni, réservé au transport de certaines denrées alimentaires et de certaines marchandises, les matériaux de construction étant interdits.
Depuis le 11 juin 2007, il est fermé à tout trafic, à la suite de la prise de Gaza par le Hamas.

## Les autres postes-frontières israélo-gazaouis
Tous les autres points de passage vers Israël comme Kerem Shalom, Sufa, Kissufim et Nahal Oz ont été également fermés. Seul ceux d'Erez et Kerem Shalom sont restés ouvert.